# 쇼시 내친왕 (1286년)
쇼시/마사코 내친왕(일본어: 奨子内親王 しょうし（まさこ）ないしんのう[*], 고안 9년 9월 9일 (1286년 9월 28일) - 쇼헤이 3년 음력 11월 2일 (1348년 11월 23일))은 가마쿠라 시대 후기부터 무로마치 시대 초기 (난보쿠초 시대)에 걸쳐 살은 황족이자 가인이다. 고우다 천황의 1황녀로, 생모는 참의 이츠츠지 타다츠구의 딸 텐지 타다코 (단텐몬인)이다. 고다이고 천황은 동복동생이다. 이세 재궁, 후의 황후 (존칭황후), 여원이 된다. 원호는 탓치몬인(達智門院)이다.

## 약력
겐겐 원년 (1302년), 내친왕 선하를 받았다. 도쿠지 원년 12월 22일 (1307년 1월 26일), 21세의 나이로 이복오빠 고니조 천황의 재궁으로 복정된다. 도쿠지 2년 9월 13일 (1307년 10월 10일), 제사로 첫 재원에 들어가, 같은 달 27일 (10월 24일)에 노노미야로 옮겼다. 도쿠지 3년 8월 25일 (1308년 9월 10일), 고니조 천황의 붕어로 인해, 군행을 하지 못한 채 직을 내려 놓았다.
이후, 분포 2년 2월 26일 (1318년 3월 29일), 동복동생 고다이고 천황이 즉위하자, 이듬해 분포 3년 3월 27일 (1319년 4월 18일), 황후 (처가 아닌 후비의 황후)로 책봉된다. 그 해 11월 16일 (12월 28일), 탓치몬인(達智門院)의 원호 선하를 받았는데, 같은 시기에 어머니 단텐몬인이 사망했기 때문에, 거의 바로 출가하여 법호를 진리각(真理覚)이라 칭했다. 겐코 3년 (1323년)에는 키이국 와사쇼의 밭 1쵸를 장원 내의 고사 (현 와카야마현 와카야마시 타카미츠 신사에 기진했다. 쇼헤이 3년 (1348년), 63세의 나이로 사망했다. 
『쇼쿠센자이와카슈(続千載和歌集)』, 『교쿠요와카슈(玉葉和歌集)』 등의 칙찬집에 많은 영작이 입집해 있다.